# Église Saint-Denis de Saint-Denis
 (février 2021).
Si vous disposez d'ouvrages ou d'articles de référence ou si vous connaissez des sites web de qualité traitant du thème abordé ici, merci de compléter l'article en donnant les références utiles à sa vérifiabilité et en les liant à la section « Notes et références ».
L’église Saint-Denis est un édifice religieux catholique sis au centre du village de Saint-Denis, au nord-ouest de la ville de Namur, en Belgique. Une tour romane fortifiée est aménagée et augmentée d’une nef au XVIIIe siècle pour devenir l’église. La tour est classée au patrimoine de  Wallonie depuis 1947. 

## Histoire
Un document de 1241 confirme qu’une commanderie de l’Ordre du Temple existe sur le territoire depuis au moins le début du XIIIe siècle. Connue comme 'commanderie de la Bruyère' elle a sa chapelle publique.  La tour romane fortifiée qui est devenue le clocher de l’église Saint-Denis date de cette époque.  
Passant entre les mains de l’Ordre de Malte puis des Hospitaliers la commanderie est sécularisée au XIXe siècle et ce qui reste de bâtiments est devenu en 1820 la ‘ferme de La Bruyère’.  Les guerres du XVIIe siècle ayant endommagé la chapelle de La Bruyère les offices religieux sont célébrés dans l’église Saint-Sauveur de Meux.  
Les habitants du village de Saint-Denis désirent avoir leur propre église cependant. A la fin du XVIIIe siècle (1776) une nef de cinq travées, avec bas-côtés, est édifiée en prolongement de la tour romane. Construite en briques et pierres bleues sur soubassements de grès elle se termine en un sanctuaire à chevet plat à angles rabattus. L’église devient paroissiale en 1808, qui est placée sous la protection de saint Denis. Elle est entourée de son cimetière.

## Description
- La tour romane du XIIIe siècle est construite en moellons de grès et de calcaire ; elle comporte trois niveaux. En façade, au dernier étage, deux baies jumelées en arc sont les seules ouvertures (une seule baie sur les côtés nord et sud).  Sous les deux baies se trouve l’horloge monumentale. Au centre de la façade une simple porte (de facture récente) donne accès au bâtiment.
- La triple nef en briques et pierres bleues sur soubassement de grès, rythmées par cinq travées de fenêtres bombées se termine en un sanctuaire de même élévation que le vaisseau et percé de baies semblables, mais plus hautes.
- L’intérieur : 
  - des autels classiques en bois, un banc de communion et des confessionnaux qui datent du XVIIIe siècle. L’autel latéral est de confection plus récente.  Les orgues datent de 1942.
  - De nombreuses pierres tombales dont deux avec lames funéraires gothiques datant des XIVe et XVe siècles (dans le sanctuaire).
  - Deux croix et une pierre tombale sous la tour (XVIe siècle).